# Dead Kennedys
A Dead Kennedys egy San Franciscó-i hardcore punk együttes. Humorosan, komikusan támadták (támadják) a politikai bal és jobb oldal követelményeit, színleléseit. Az angol punk zenei stílust ötvözték az amerikai punk zene energiájával. A Dead Kennedys 1978-ban alakult meg, majd 8 év múlva hivatalosan 1986-ban bomlott fel, 2001-ben újra összeálltak egy új énekessel.

## A történet
A Dead Kennedys 1978 júniusában alakult meg, miután East Bay Ray (Raymond Pepperell) hirdetést tett közzé tagok iránt, mert nagy hatással volt rá egy "punk show" a The Mabuhay Gardens-ben, ami egy San Franciscó-i nightclub. Ray sikeresen járt, a DK alapfelállása így nézett ki: Jello Biafra (Eric Boucher) – ének, East Bay Ray – gitár, Klaus Flouride (Geoffrey Lyall) – basszusgitár, 6025 (Carlos Cadona) – dobok. Az első demójukat ezzel a felállással vették fel. Július elején a csapat egy tapasztaltabb dobost talált, Tedet (Bruce Slesinger), ekkor 6025 távozott az együttesből, de nem sokáig, hiszen július 19-ére visszahívták mint gitárost, készülve első koncertjüket, amit a már említett San Franciscó-i The Mabuhay Gardensben adtak.
Ezek után koncerteztek a környéken. A zenekar provokatív neve miatt, többször álnéven léptek fel, például „The Sharks”, „The Creamsicles” és „The Pink Twinkies”. Az eredeti nevük a közhiedelemmel szemben nem a merényletben elhunyt Kennedy testvéreket támadja, de az embereknek mégis eszébe juttatta, hogy az amerikai álom meghalt.
6025 elhagyta a csapatot 1979 márciusában. Júniusban felvették az első kislemezüket a California Über Allest, az Alternative Tentacles stúdiónál. Ez után folytatták egy irányadó és elismert keleti-parti turnéval. 1980. március 25-én meginvitálták őket, hogy szerepeljenek Bay Area Music Awardson (szemben a zeneipar szidásaival), hogy adjon az eseménynek és a szervezők szavainak egy amolyan „new wave-es hitelességet”. Tipikusan bomlasztó és romlott stílusban beszélt az együttes a shown. Minden tag fehér pólóban volt, egy nagy, fekete S betűvel a közepén, és fekete nyakkendőt hordtak, ami dollárjellé alakította. Mikor az első szám (California Über Alles) a 15. másodpercnél tarthatott; Biafra megszólalt, „Állj meg! Nekünk most be kell bizonyítani, hogy mi felnőttek vagyunk. Mi nem punk rock együttes vagyunk, hanem new wave.” Valamint ezután megkezdtek egy dalt, a Pull My Strings-et, a szöveg egy része így szólt „A pöcsöm elég nagy, az agyam elég kicsi, hogy sztárt csinálj belőlem”. A dalt a The Knacknek küldték, akiknek akkoriban volt a legismertebb new wave daluk, a „My Sharona”, de ezt a számot sose vették fel stúdióban, és ez az előadás volt az első és utolsó, mikor ezt a számot játszották. Ez gúnyos, ironikus támadása volt az akkoriban alapvető zeneipar etikája ellen. Ezt a bizonyos számot feltették a Give Me Convenience or Give Me Death… albumukra. Ezek után az együttest többet nem hívták díjkiosztók fellépéseire.
1980 tavaszán felvették a Holiday in Cambodiát, majd a Fresh Fruit for Rotting Vegetables albumukat, ezzel a UK Albums Chart-on 33. helyen álltak.
Ez év decemberében Ted bejelentette, hogy el akarja hagyni a zenekart, mert építészeti karriert akar befutni, de segít mást találni a helyére. Februárban adta az utolsó koncertjét. Majd megtalálta D.H. Peligrót (Darren Henley). Biafra 2005-ös a Nardwuar the Human Serviette-nek adott nyilatkozata szerint, akkoriban East Bay Ray nagy nyomás alatt volt mikor a csapat egy része el akart fogadni egy kitüntetést a Polydor Recordstól, mert Biafra a kilépést tervezte, ha ez megtörténik.
Májusban a csapat felvette a Too Drunk to Fuckot. Ez a szám nagy vitát okozott az Egyesült Királyságban. A BBC attól tartott, hogy bekerül a Top 30-ba; elvárható lett volna, hogy a szám bekerüljön a Top of the Popsba, azonban sosem történt meg, mert a legjobb amit elért az a 31. hely volt. Az In God We Trust, Inc. (1981) és a Plastic Surgery Disasters (1982) lemezeik fejlődést mutattak a zenei stílusukban. Zenéjük egy politikai erővé vált, megmutatta magát az amerikai társadalmi és politikai élet, a vallásos jobboldal és Ronald Reagan ellen. A DK folytatta a turnéját egész Amerikában, valamint Európában és Ausztráliában az 1980-as évekig és nagy rajongótábort szereztek.
1986-os év kezdetén a Dead Kennedys elhatározta, hogy beszünteti a működését, mert új utakat akartak követni. 1986. február 21-én adták az utolsó koncertjüket. De még azon a nyáron felvették a Bedtime for Democracyt, amit novemberben adtak ki. Ez év decemberében bejelentették, hogy feloszlanak. Biafra nagy intenzitású politikai erőkhöz csatlakozott, többször is mutatkozott a TV-ben, és felvett számos „spoken-word”(beszélt-szó) albumot. Ray, Fluoride, és Peligro szintén szólókarrierbe kezdtek.

### Stúdióalbumok
- Fresh Fruit for Rotting Vegetables (1980)
- In God We Trust, Inc. (1981)
- Plastic Surgery Disasters (1982)
- Frankenchrist (1985)
- Bedtime for Democracy (1986)